# 電子コミックの日
電子コミックの日（でんしコミックのひ）とは、一般社団法人日本記念日協会に認定された記念日。8月16日。
2014年、NTTソルマーレが運営する電子コミック・電子書籍販売サイト「コミックシーモア」が10周年を迎えるのを記念し、コミックシーモアの前身である「コミックi」がサービスを開始した8月16日を記念日として申請し、認定された。